# 1984-es magyar női vízilabda-bajnokság
Az 1984-es magyar női vízilabda-bajnokság az első magyar női vízilabda-bajnokság volt. A bajnokságban hat csapat indult el, a csapatok két kört játszottak.

## Tabella
| #  | Csapat          | M  | Gy | D | V  | G+ | G-  | P  |
| -- | --------------- | -- | -- | - | -- | -- | --- | -- |
| 1. | Vasas SC        | 10 | 8  | 1 | 1  | 82 | 36  | 17 |
| 2. | BVSC            | 10 | 7  | 2 | 1  | 86 | 45  | 16 |
| 3. | Szentesi Vízmű  | 10 | 6  | 1 | 3  | 65 | 36  | 13 |
| 4. | Bp. Honvéd      | 10 | 4  | 2 | 4  | 81 | 55  | 10 |
| 5. | Szolnoki Vízügy | 10 | 2  | 0 | 8  | 46 | 95  | 3  |
| 6. | Eger SE         | 10 | 0  | 0 | 10 | 34 | 127 | 1  |

* M: Mérkőzés Gy: Győzelem D: Döntetlen V: Vereség G+: Dobott gól G-: Kapott gól P: Pont

A bajnok Vasas játékoskerete: Dancsa Katalin, Gallov Gabriella, Horváth Csilla, Keszthelyiné Schäffer Zsuzsa, Kiss Dorottya, Kolossa Andrea, Luksander Judit, Molnár Eszter, Oláh Márta, Orbán Gabriella, Pándi Emese, Slavei Krisztina, Szedlmayer Ildikó, Szedlmayer Beáta, Tőlei Andrea, Várkonyi Gabriella, Vigh Alexa, edző: Sárosné Ördög Éva
A második BVSC játékoskerete: Bajusz Andrea, Czifra Krisztina, Dénes Andrea, Gálné Miklósfalvi Éva, Gyarmati Eszter, Kelemen Gabriella, Kertész Zsuzsa, Kékesi Mária, Kókai Ildikó, Racskóné Mihály Ágnes, Sólyom Ildikó, Szalkai Orsolya, Szedlákné Németh Gabriella, Szima Máramarosi Csilla, Takács Ildikó, Vargha Katalin, edző: Gyarmati Dezső, Gém Zoltán és Czapkó Miklós 
A harmadik Szentes játékoskerete: Ágoston Tímea, Bottyán Éva, Csákó Ágnes, Deák Sára, Eke Andrea, Huff Zsuzsanna, Jusztin Viktória, Kádár Judit, Papp Éva, Pengő Erzsébet, Rónaszéki Ildikó, Valkayné Dugántsy Anna, Vincze Adrienn, Vincze Edit, edző: Tóth Gyula

## A góllövőlista élmezőnye
| Hely | Gól | Játékos         | Csapat     |
| ---- | --- | --------------- | ---------- |
| 1.   | 33  | Kókai Ildikó    | BVSC       |
| 2.   | 32  | Ernst Ágnes     | Bp. Honvéd |
| 3.   | 28  | Eke Andrea      | Szentes    |
| 4.   | 25  | Dancsa Katalin  | Vasas      |
| 5.   | 23  | Sárosi Erzsébet | Szentes    |
| 6.   | 17  | Schäffer Zsuzsa | Vasas      |
| 7.   | 15  | Fekete Edit     | Bp. Honvéd |
| 8.   | 14  | Kertész Zsuzsa  | BVSC       |
| 9.   | 13  | Miklósfalvi Éva | BVSC       |
|      | 13  | Rafael Irén     | Eger       |
|      | 13  | Vincze Edit     | Szentes    |